# Chwalęcice (Gorzów Wielkopolski)
Chwalęcice, Chwalęcice Dolne – dzielnica Gorzowa Wielkopolskiego położona w północnej części miasta, graniczy z miejscowością Chwalęcice, w gminie Kłodawa, w powiecie gorzowskim.
Dawniej była to część podgorzowskiej wsi Chwalęcice, którą w etapach – 31 grudnia 1961 oraz 1 sierpnia 1977 – włączono w granice administracyjne Gorzowa.
Dzielnica ma charakter willowy z rozbudowującą się sferą usługowo-handlową. Znajduje się tutaj cmentarz komunalny.
Do Chwalęcic można dojechać autobusami linii MZK Gorzów:
- 111 – do Chwalęcic;
- 105 i 132 – na cmentarz.

Nazwy ulic dzielnicy w większości pochodzą od nazw kamieni. Głównymi ulicami są:
- Żwirowa,
- Bazaltowa,
- Marmurowa,
- Granitowa,
- Nefrytowa,
- Dolomitowa,
- Ametystowa,
- Wołodyjowskiego,
- Piaskowa,
- Jaspisowa.
- Sjenitowa,
- Uranitowa
- Onyksowa